# 基滕巴赫河
48°00′38″N 11°06′02″E / 48.010683°N 11.100562°E

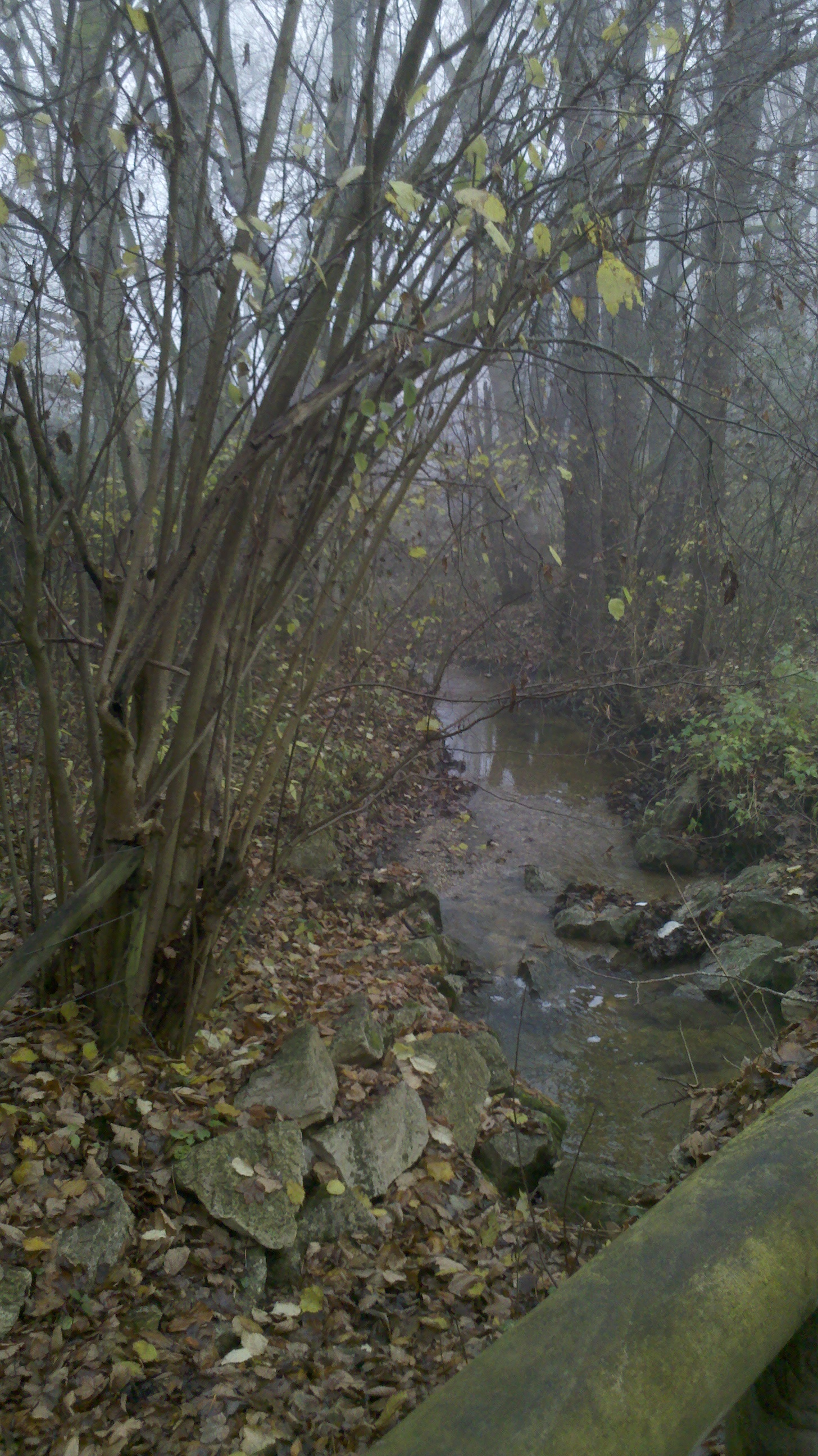

基滕巴赫河（德語：Kittenbach），是德國的河流，位於該國東南部，由巴伐利亞負責管轄，屬於安珀河的支流，河道全長3.2公里，河口處在阿默湖，流經阿默湖畔迪森。